# Антонія Гордіана
Антонія Гордіана (лат. Antonia Gordiana; 201 —після 244) — дочка римського імператора Гордіана I, сестра імператора Гордіана II та мати імператора Гордіана III.

## Життєпис
Була донькою імператора Гордіана I та Фабії Орестілли. За повідомленням ненадійної «Історії Августів», її ім'я було Меція Фаустина. Згодом після всиновлення її батька Марком Антонієм Ахаїком змінила ім'я на Антонію Гордіану. У 214 році була видана заміж за Юнія Ліцинія Бальба, майбутнього консула-суфекта. Під час Року шести імператорів (238) брала активну участь в організації опору імператору Максиміну Фракійцю. Після загибелі останнього, можливо, підбурювала легіонерів та преторіанців убити імператорів Пупієна та Бальбіна, намагаючись просунути до влади свого сина, оскільки чоловік Горідани на той час вже помер.
Зрештою, новим римським імператором став її син Гордіан III. У 241 році Антонія оженила його з Фурією Транквілліною. Гордіана зберігала вплив на політичні справи до 244 року — смерті Гордіана III. Відтоді про її подальшу долю немає відомостей.

## Родовід
- Гордіан I, Римський Імператор
  -  Гордіан II, Римський Імператор
  -  Антонія Гордіана, Римська Імператриця
    -  Гордіан III, Римський Імператор